# Timandra punctinervis
Timandra punctinervis là một loài bướm đêm trong họ Geometridae.